# María Carámbula
María Carámbula (Montevideo, 31 ottobre 1968) è un'attrice uruguaiana.
Suo fratello Gabriel Carámbula e suo padre Berugo Carámbula sono attori. Aveva un figlio con Pablo Rago nel 2002 e aveva una figlia, Catalina, nel 1987.

## Filmografia
- El buen destino (2005) - Solange
- Cuestión de principios (2009) - Inés

## Teatro
- Te llevo en la sangre
- Ella en mi cabeza
- Chiquititas sin Fin (Gran rex) - Julia Demont

## Televisione
- Amigos son los amigos (1989)
- Poliladron (Canal 13) (1994)
- Matrimonios y algo más (Canal 13) (1995)
- Como pan caliente (Canal 13) (1999)
- Buenos vecinos (Telefe) (1999)
- Campeones de la vida (Canal 13) (1999)
- Femenino masculino (Canal 9) (2003)
- Culpable de este amor (Telefe) (2004)
- Chiquititas (Telefe) (2006)
- Vidas robadas (Telefe) (2008)
- Tratame bien (Canal 13) (2009)
- Herencia de amor (Telefe) (2010)
- Secretos de amor (Telefe) (2010)
- El elegido (Telefe) (2011)